# نیم‌سیاره

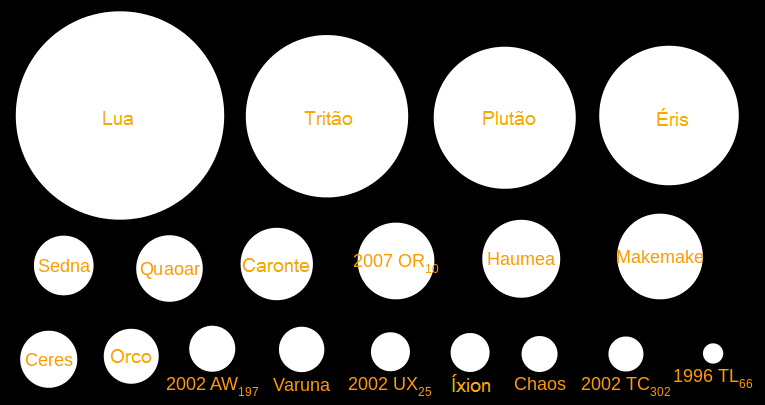
مقیاس اندازهٔ بین ماه، قمر نپتون تریتون (احتمالی) و چندین اجرام کوچکتر، شامل نیم‌سیاره‌ها

نیم‌سیاره (انگلیسی: Mesoplanet) به اجرام آسمانی با اندازه‌های کوچک‌تر از عطارد، اما بزرگ‌تر از سرس گفته می‌شود. واژهٔ «mesoplanets» که به معنای همان نیم‌سیاره است را آیزاک آسیموف استاد و نویسندهٔ بزرگ مجموعه کتاب‌های علمی–تخیلی ابداع کرد؛ با این پیش‌فرض که اندازهٔ سیاره در رابطه با شعاع استوایی جرم آسمانی تعریف شود، نیم سیاره باید تقریباً ۵۰۰ کیلومتر تا ۲۵۰۰ کیلومتر شعاع داشته باشد.

## تاریخچه
این واژه در جستاری به نام "?What's in a Name" (در یک نام چه هست؟) که نخستین بار در اواخر دههٔ ۱۹۸۰ در (لس آنجلس تایمز) منتشر شد و در سال ۱۹۹۰ دوباره تجدید چاپ شد، ابداع شد. این عبارت بعدها در مقاله او "The Incredible Shrinking Planet" (سیارهٔ باور نکردنی در حال کوچک شدن) در مجله فانتزی و علمی تخیلی منتشر شد و سپس در گلچین «نسبیت اشتباه» (۱۹۸۸) نیز بازتاب یافت.